# Stanislav Palát
Stanislav Palát (30. srpna 1908 – ???) byl český a československý politik Komunistické strany Československa a poúnorový poslanec Národního shromáždění ČSR.

## Biografie
Bezprostředně po válce byl vyšetřován kvůli podezření z nevhodného chování za okupace. 20. prosince 1945 bylo vyšetřování zastaveno. V letech 1947–1950 byl předsedou MNV v Hranicích. V roce 1948 se uvádí jako okresní soudce bytem Hranice.
Po volbách roku 1948 byl zvolen do Národního shromáždění za KSČ ve volebním kraji Olomouc. Mandát nabyl až dodatečně v únoru 1949 jako náhradník poté, co rezignoval poslanec Otakar Vašek. V parlamentu setrval do října 1950, kdy rezignoval a nahradil ho Antonín Číhalík.